# Zygina javedi
Zygina javedi är en insektsart som beskrevs av M. Firoz Ahmed 1970. Zygina javedi ingår i släktet Zygina och familjen dvärgstritar.
Artens utbredningsområde är Pakistan. Inga underarter finns listade i Catalogue of Life.